# Kim Possible (figur)
Kimberly Ann Possible (normalt kendt som Kim Possible) (stemme på engelsk af Christy Carlson Romano og på dansk af Marie Schjeldal) er hovedpersonen i Disneys tegnefilmserie Kim Possible.
Kim Possible er dels en almindelig gymnasiepige og dels en heltinde. Som gymnasiepige må hun kæmpe med lektier, shopping og diverse venner og familiemedlemmers skøre ideer samt ikke mindst passe sit arbejde som heppekorsleder. Men når som helst vennen Wade kalder, rykker hun og den trofast Ron Stoppable ud for at redde Verden fra Dr. Drakken og andre gale skurke. Alt under mottoet: "Jeg kan alt!" 